# Memorias de la Real Sociedad Española de Historia Natural
Memorias de la Real Sociedad Española de Historia Natural (abreviado Mem. Real Soc. Esp. Hist. Nat.) fue una revista editada en Madrid por la Real Sociedad Española de Historia Natural. Se publicaron 17 números desde el año 1903 hasta 1935. Fue reemplazada por Memorias de la Real Sociedad Española de Historia Natural 2ª época.
Las Memorias de la Real Sociedad Española de Historia Natural constituyen una publicación no periódica que recogen estudios monográficos o de síntesis sobre cualquier materia de las Ciencias Naturales. Continúa, por tanto, la tradición inaugurada en 1903 con la primera serie del mismo título y que dejó de publicarse en 1935. Cada número tiene título propio, bajo el encabezado general de Memorias de la Real Sociedad Española de Historia Natural, y se numera correlativamente a partir del número 1, indicando a continuación 2.ª época.